# Byamossarna
Byamossarna este o arie protejată (arie specială de conservare — SAC, sit de importanță comunitară — SCI) din Suedia întinsă pe o suprafață de 465,3 ha, integral pe uscat.

## Localizare
Centrul sitului Byamossarna este situat la coordonatele 59°46′06″N 12°41′23″E / 59.7683°N 12.6897°E.

## Înființare
Situl Byamossarna a fost declarat sit de importanță comunitară în ianuarie 2002 pentru a proteja un număr necunoscut de specii din flora spontană și fauna sălbatică aflate în arealul zonei. Situl a fost protejat și ca arie specială de conservare în martie 2011.

## Biodiversitate
Situată în ecoregiunea boreală, aria protejată conține 6 habitate naturale: Mlaștini împădurite, Lacuri și iazuri distrofice naturale, Taiga vestică, Păduri caducifoliate de mlaștină fino-scandinave, Turbării Aapa, Mlaștini turboase de tranziție și turbării mișcătoare.
La baza desemnării sitului se află un număr nedeclarat de specii protejate.